# سیارک ۷۴۶۸
سیارک ۷۴۶۸ (به انگلیسی: 7468 Anfimov، نامگذاری:1990UP11) هفت هزار و چهارصد و شصت و هشتمین سیارک کشف شده‌است که در ۱۷ اکتبر ۱۹۹۰ کشف شد.
قدر مطلق سیارک برابر ۱۲٫۱ است.